# تاكيس نيكولوديس
تاكيس نيكولوديس (باليونانية: Τάκης Νικολούδης)‏، من مواليد 26 أغسطس 1951، لاعب كرة قدم يوناني سابق.
لعب مع منتخب اليونان لكرة القدم.

## مسيرته الكروية
لعب تاكيس نيكولوديس خلال مسيرته الاحترافية مع 3 أندية في ستة عشر موسمًا وسجل خلالها 81 هدفًا ضمن 430 مباراة. حيث فاز في أربعة مواسم بالكأس وفي خمسة مواسم بالدوري.
خاض تاكيس نيكولوديس مسيرته مع نادي إيراكليس في موسم 1968–69 ليلعب معه ثمانية مواسم، مشاركًا في 229 مباراة سجل خلالها 30 هدف. ثم انتقل إلى نادي أيك أثينا في موسم 1976–77 في المرة الأولى واستمر معه طيلة ثلاثة مواسم ثم في موسم 1982–83 ولمدة موسمين، حيث شارك طوالها في 131 مباراة سجل خلالها 40 هدف. لينتقل بعدها إلى نادي أولمبياكوس في موسم 1979–80 واستمر معه طيلة ثلاثة مواسم، مشاركًا في 70 مباراة سجل خلالها 11 هدفًا.

## روابط خارجية
- تاكيس نيكولوديس على موقع الاتحاد الأوربي (الإنجليزية)
- تاكيس نيكولوديس على موقع قاعدة بيانات كرة القدم.إي يو (الإنجليزية)
- تاكيس نيكولوديس على موقع ناشيونال فوتبول تيمز (الإنجليزية)
- تاكيس نيكولوديس على موقع عالم كرة القدم.نت (الإنجليزية)